# Lècas
Lècas (en francès Lecques) és un municipi francès situat al departament del Gard i a la regió d'Occitània.